# The Woman Who Gave

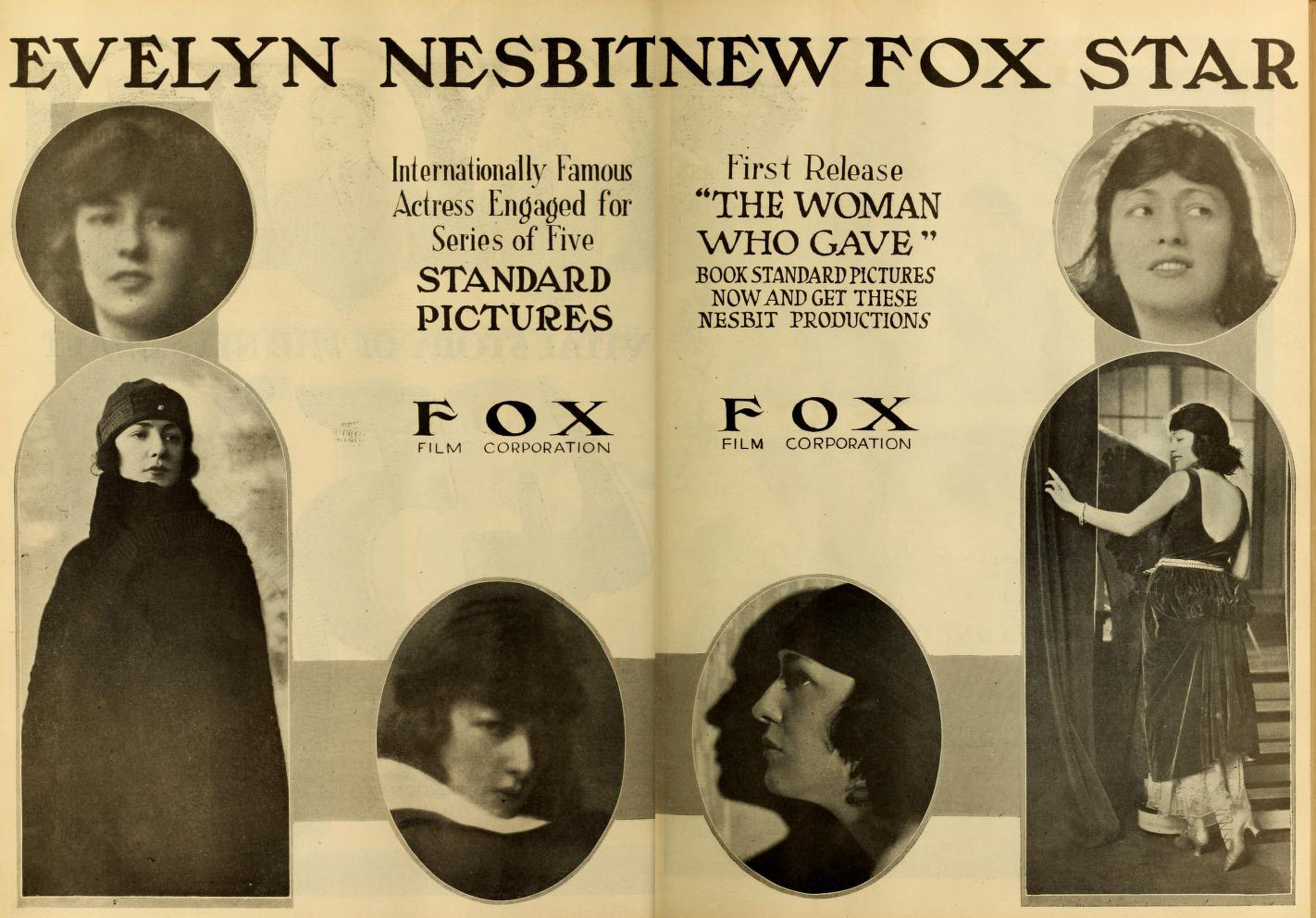
Annonce pour le film dans Moving Picture World.

The Woman Who Gave est un film américain réalisé par Kenean Buel, sorti en 1918.

## Synopsis
L'artiste Andrien Walcott et son frère Don sont tous deux amoureux de Colette, modèle d'Andrien. Le prince Vacarra, un noble des Balkans, la menace et elle accepte à contrecœur de l'épouser. La laissant dans son propre pays lorsque la guerre éclate, le prince se rend sur les champs de bataille, puis accompagne sa femme et son petit-fils Rudolph en Amérique. À la suite du refus de Colette de danser pour ses amis lors d'un enterrement de vie de garçon à New York, Vacarra la bat à plusieurs reprises. Colette s'échappe dans la cabane des Walcott, mais le prince l'y découvre et tue Andrien dans une bagarre.

## Fiche technique
- Réalisation : Kenean Buel
- Scénario : Kenean Buel d'après une histoire de Izola Forrester et Mann Page
- Producteur : William Fox
- Photographie : Joseph Ruttenberg
- Genre : Drame[1]
- Distributeur : Fox Film Corporation
- Durée : 6 bobines
- Date de sortie : 10 novembre 1918

## Distribution

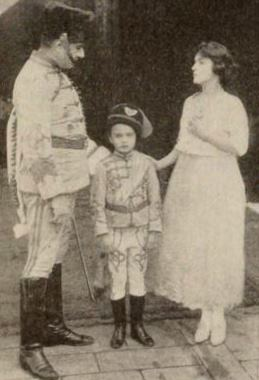
Un acteur non identifié, Russell Thaw, et Evelyn Nesbit dans une scène du film.

- Evelyn Nesbit : Colette
- Irving Cummings : Andrien Walcott
- Robert Walker : Don Walcott
- Eugene Ormonde : Prince Vacarra
- Dorothy Walters : Delia Picard
- Russell Thaw (le fils d'Evelyn Nesbit) : Rudolph